# 岡崎晴輝
岡﨑 晴輝（おかざき せいき、1968年 - ）は、日本の政治学者。九州大学教授。専門は、政治理論、比較政治学。

## 略歴
茨城県生まれ。法政大学法学部政治学科卒業。国際基督教大学大学院行政学研究科博士後期課程修了。九州大学大学院法学研究院准教授を経て、現在同教授。2014年より放送大学客員教授。

## 著書
- 『与えあいのデモクラシー――ホネットからフロムへ』（勁草書房、2004年）
- 『はじめて学ぶ政治学――古典・名著への誘い』（ミネルヴァ書房、木村俊道 との共編、2008年）
- 『市民自治の知識と実践』改訂版（放送大学教育振興会、山岡龍一との共著、2021年）
- 『新しい政治改革へ――国会を市民の手に取り戻す』（法政大学出版局、2024年）

## 訳書
- キムリッカ『新版　現代政治理論』（共訳、日本経済評論社、2005年）
- キムリッカ『土着語の政治』（共訳、法政大学出版局、2012年）
- ダーヴィッド・ヴァン・レイブルック（David Van Reybrouck）『選挙制を疑う』（共訳、法政大学出版局、2019年）